# Trisuloides papuensis
Trisuloides papuensis är en fjärilsart som beskrevs av W. Warren 1912. Trisuloides papuensis ingår i släktet Trisuloides och familjen Pantheidae. Inga underarter finns listade i Catalogue of Life.